# 氐
氐（上古漢語: *tˁij），是古代中国西北部少数民族之一，主要活动于今陕西、甘肅、四川三省的交界地区。與羌族語言、習俗與居住地皆相近，古代常合稱為氐羌，其語言屬汉藏语系藏緬語族。

## 名称
汉语文献中对氐族起源最早最详细的记载来源于三国时期魏国史学家鱼豢的《魏略·西戎传》，氐族人与氐族人之间以“盍稚”相称呼。而汉语中对氐族的称呼，可能来自于秦人对他们所居住的秦陇、巴蜀地区的地理特点的描述。许慎在《说文解字》中解释到，秦人将山坡称为阺。而这里山坡众多，地势险要，正对应了这一含义。

## 起源
氐族的起源歷來說法不一。一說氐族與羌族同源。如《诗经·商颂》中就曾追念成汤时期有氐族和羌族一同前来朝见商王的过去。不過幾年前曾有說法，指屬於藏族（古代的吐蕃人）一支的白馬藏人，此民系認為自己的方言和標準的藏語實在差異甚大，連習俗跟典型的藏族有很大的不同，應該不屬於藏族而是古代氐族的直系後裔，希望能成為一支獨立民族。

## 歷史

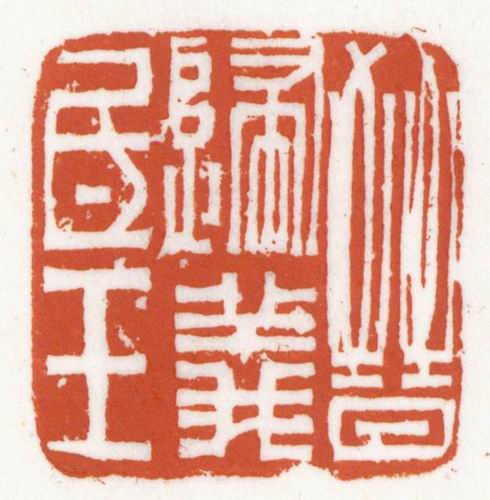
晋归义氐王印，为西晋王朝颁发给归附的氐族首领的官印

春秋战国時始以氐為族名，居於中國西北部。據《三國志》引《魏略》，氐人嫁娶風俗與羌人類似，為西戎中豲戎等的後代。
漢朝至三国期間，氐族曾兩度大遷徙，至關中一帶居住。其時還有如羌族的少數民族遷入關中。惠帝時代，氐人曾與晋相战两年餘，到十六国時晉室南下，氐人便在北方建立前秦、後涼、仇池等政权。南方的巴蜀地区也存在过氐人建立的成汉政权。
隨著居於中國日久，在唐朝時代，一部分氐族人与吐蕃人相融合，而其餘氐族則與漢族或其他民族相融合。目前民族學家認為現在白馬人的血緣和生活習慣算是氐族的後裔。

## 相關条目
- 白馬人

## 研究書目
- 馬長壽：《氐與羌》（上海：上海人民出版社，1984）。

## 延伸阅读
[在维基数据编辑]
 《欽定古今圖書集成·方輿彙編·邊裔典·氐部》，出自陈梦雷《古今圖書集成》
 《魏書·卷101》，出自魏收《魏书》
 《周書·卷49》，出自令狐德棻《周書》
 《北史/卷096》，出自李延壽《北史》

## 外部連結
- Wei Lue (a 3rd century CE Chinese text) （页面存档备份，存于） - Section 1 (at University of Washington, United States)